# Partit Demòcrata (Tailàndia)
El Partit Demòcrata (Tailandès: พรรคประชาธิปัตย์; RTGS: Phak Prachathipat) és un partit polític tailandès. El partit més antic de Tailàndia, es va fundar com a partit reialista; ara manté una posició conservadora i favorable al mercat.
El Partit Demòcrata va fer les seves millors actuacions al parlament el 1948, el 1976 i el 1996. Mai no ha aconseguit una majoria parlamentària absoluta. Les bases de suport electoral del partit són el sud de Tailàndia i Bangkok, tot i que els resultats electorals a Bangkok han fluctuat molt. Des del 2004, els candidats demòcrates van guanyar tres eleccions per a la governació de Bangkok. Del 2005 al 2019, el Partit Demòcrata va ser liderat per Abhisit Vejjajiva, antic primer ministre.